# Friedrich Einhoff

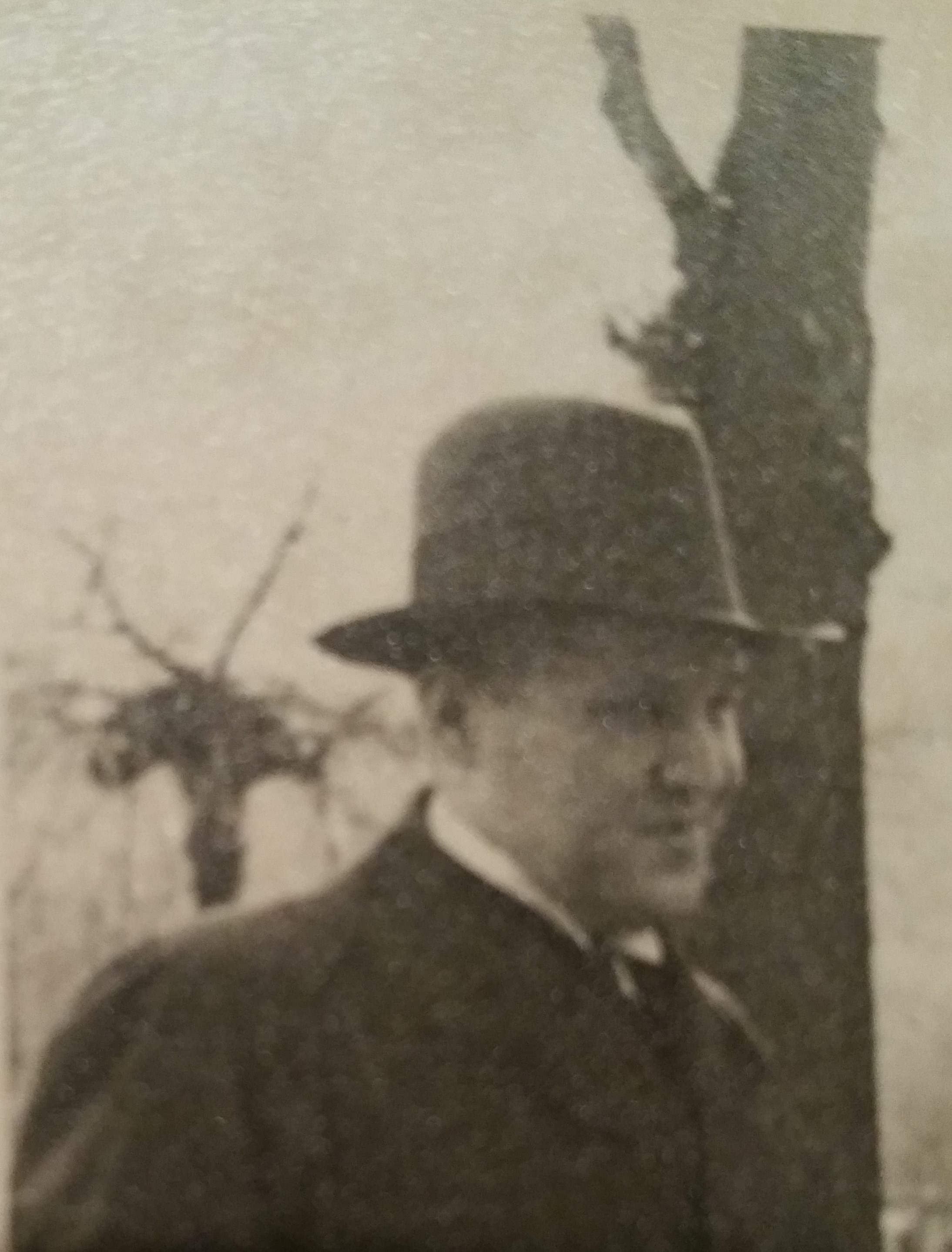
Friedrich Einhoff (1939)

Friedrich G. Einhoff (* 11. Juli 1901 in Baven; † 15. August 1988 in Soltau) war ein deutscher Maler und Grafiker.

## Leben
Einhoff wurde in Baven bei Hermannsburg im Landkreis Celle als Sohn eines Konrektors geboren und wuchs im Ruhrgebiet auf. Nach dem Abitur absolvierte er ab 1920 zunächst Praktika als Schmied und Grubenarbeiter. 1922/23 besuchte er die Kunstgewerbeschule in Gelsenkirchen und arbeitete als Bühnenbildner am Stadttheater. 1923 begann er in Berlin ein Studium für das Berufsschullehramt, das er 1925 mit dem Staatsexamen abschloss. Nebenbei war er bereits als Maler tätig.
Nach dem Studium lehrte Einhoff zunächst an der Schule für Grafik und gestaltende Gewerbe in Frankfurt am Main, dann von 1927 bis 1929 an der Gewerbeschule in Rostock. Daneben studierte er Kunstgeschichte, Pädagogik und Psychologie an der dortigen Universität. Einhoff war Mitglied der Frankfurter Künstlergesellschaft und feierte bald erste Ausstellungserfolge in Frankfurt und Wiesbaden. Zudem wirkte er 1928 an der Gruppenausstellung Kunst und Technik im Museum Folkwang in Essen mit. 1929 kehrte er vorübergehend nach Frankfurt zurück, bis es ihn dann 1935 an die Kunstgewerbe- und Handwerkerschule Magdeburg zog, wo er die Stelle des Direktors annahm. In den 1930ern hatte er Beteiligungen an Ausstellungen in Berlin, Magdeburg, Frankfurt und Dessau. 
In der Zeit des Nationalsozialismus war Einhoff obligatorisch Mitglied der Reichskammer der bildenden Künste. Ab 1938 schuf er eine Reihe von Stadtansichten, die er 1959 in der Gruppenausstellung Das Magdeburger Stadtbild in sechs Jahrhunderten ausstellte.
Kurz vor Ende des Zweiten Weltkriegs  wurde Einhoff zur Wehrmacht eingezogen, und er nahm an Kämpfen teil. Er erlitt eine schwere Verwundung und wurde in britische Kriegsgefangenschaft genommen. 1946 wurde er entlassen und arbeitete wieder als Maler und Grafiker in Soltau und Frohnhausen. Ab 1949 unterrichtete er an der Landesversehrtenberufsfachschule in Bad Pyrmont, von 1952 bis 1963 dann in Soltau. 1968 wurden Einhoffs Werke in Laon (Frankreich, Patenstadt von Soltau), Lüneburg, Berlin und Soltau ausgestellt. 1962 beschlagnahmte das Kulturhistorische Museum Magdeburg Einhoffs Frühwerk aus den Jahren 1922 bis 1934, das sich in einem Magdeburger Keller bei Freunden befand und nach deren Flucht in den Westen entdeckt wurde. Erst nach Einhoffs Tod und der Wiedervereinigung wurden diese Werke 1991 in einer Ausstellung in Soltau erstmals präsentiert.
Postum wurden Arbeiten Einhoffs auch noch im 21. Jahrhundert in zahlreichen weiteren Ausstellungen u. a. in Frankfurt, Gelsenkirchen, Oberhausen, Emden und Essen ausgestellt.

## Preise und Ehrungen
1929 wurde Einhoff anlässlich des 100-jährigen Jubiläums des Frankfurter Kunstvereins der Ehrenpreis verliehen. 1940 erhielt er den Kulturpreis der Stadt Magdeburg. 1979 (Internationales Jahr des Kindes) gewann er den 3. Preis des mit insgesamt 25.000 DM dotierten Wettbewerbs für bildende Künstler Hamburgs Das Kind in unserer Welt der Werner Otto Stiftung. 1983 wurde ihm das Verdienstkreuz am Bande der Bundesrepublik Deutschland verliehen. Die Stadt Soltau ernannte Einhoff 1988 zum Ehrenbürger, dort ist auch die Straße Friedrich-Einhoff-Ring nach ihm benannt.

## Sicher belegte Teilnahme an Ausstellungen in der Zeit des Nationalsozialismus
- 1938: Magdeburg, Kunstverein („Ausstellung von Gemälden und Bildwerken von Künstlern aus dem Gau Magdeburg-Anhalt“)
- 1940: Halle/Saale, Städtisches Moritzburg-Museum („Junges Kunstschaffen der Gaue Halle-Merseburg, Magdeburg-Anhalt und Thüringen“)
- 1943: Dessau, Anhaltische Gemäldegalerie („Kunstausstellung des Gaues Magdeburg“)
- 1943: Magdeburg, Kaiser-Friedrich-Museum (Kunstausstellung des Gaues Magdeburg-Anhalt)